# Oberes Savetal
Das Obere Savetal (slowenisch: Zgornjesavska dolina) ist ein langes und schmales Tal in der historischen Region Oberkrain im Norden Sloweniens. Das Tal wird durchflossen von der Sava Dolinka, einem der Quellflüsse der Save.

## Lage
Das Tal beginnt an der Wasserscheide in Ratece, Gemeinde Kranjska Gora (860 m), und endet bei Moste, Gemeinde Žirovnica (570 m). Es verläuft in Nordwest-Südost-Richtung und ist die natürliche geographische Grenze zwischen den Karawanken im Nordosten und den Julischen Alpen im Südwesten.

## Ortschaften
Im Tal liegen die folgenden Ortschaften:
- Gemeinde Žirovnica: Moste

- Gemeinde Jesenice:  Blejska Dobrava, Hrušica, Javorniški Rovt, Jesenice, Kočna, Koroška Bela,  Lipce, Planina pod Golico, Plavški Rovt,  Podkočna, Potoki, Prihodi, Slovenski Javornik

- Gemeinde Kranjska Gora: Belca, Dovje, Gozd Martuljek, Kranjska Gora, Mojstrana,  Podkoren, Rateče, Srednji vrh.